# 베오울프의 화룡

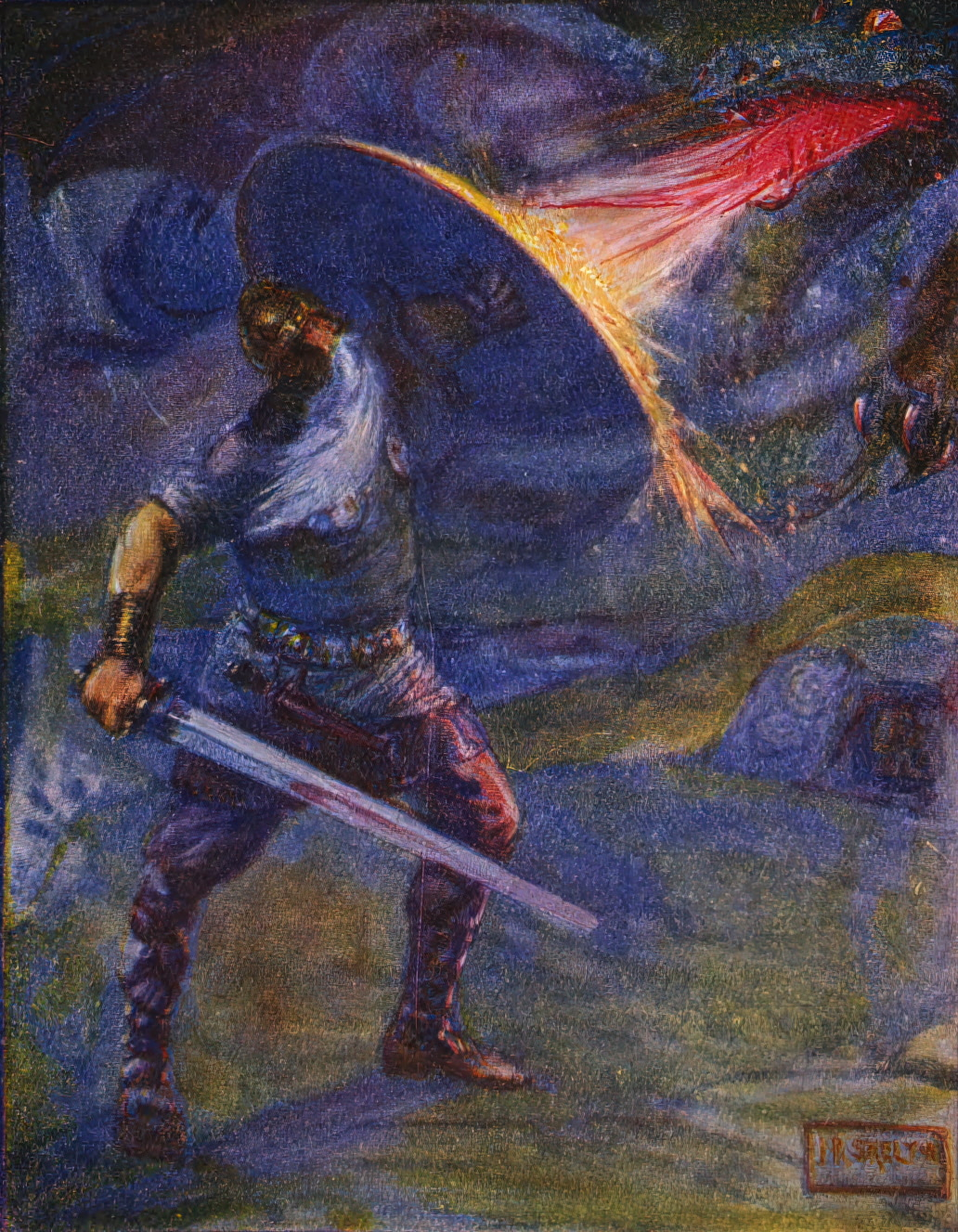
베오울프와 화룡의 싸움.

《베오울프》의 화룡(fire-breathing dragon)은 저자 미상의 고대 영어 서사시 《베오울프》의 마지막 등장악당이다. 영웅 베오울프는 그렌델과 그 어미를 죽이고 고향 땅으로 돌아와 기트족의 왕이 되었다. 베오울프가 평화롭게 나라를 다스린지 50년 되던 해, 한 농노가 화룡의 소굴에서 보석잔 하나를 훔쳐와 용을 노하게 했다. 베오울프와 그 종사들은 용을 퇴치하기 위해 용의 소굴로 올라갔다. 괴물을 본 종사들은 위글라프 한 명만 빼고 모두 겁에 질려 도망가 버렸다. 베오울프가 용에게 치명상을 입자 위글라프가 용의 숨통을 끊는다.
《베오울프》의 화룡은 서양의 드래곤의 기본적 개념을 확립한 존재로서 그 중요성을 갖는다. 베오울프는 영문학상 최초의 용살자이다. 노르드와 게르만 지방의 신화에 나오는 드래곤들도 이 화룡과 같은 요소들을 공유하고 있지만(예컨대 보물을 지키고 있는 파프니르), 불을 뿜는 드래곤은 이것이 최초이다. 《베오울프》는 J. R. R. 톨킨에게 큰 영향을 미쳤고, 톨킨에게서 파생된 하이 판타지 장르 전체에 《베오울프》의 화룡의 관념이 남아있다.